# LHC Computing Grid
Das LHC Computing Grid (LCG) oder auch Worldwide LHC Computing Grid (WLCG) ist das weltweit verteilte Rechen- und Speicher-Netzwerk für die Experimente am Large Hadron Collider.
Sein Zweck ist es, den an den Experimenten teilnehmenden Wissenschaftlern die nötige Rechen- und Speicher-Kapazität zur Verfügung zu stellen, um die enorme Menge an Daten, welche an den Detektoren des Beschleunigers gesammelt wird, analysieren zu können.
Im Gegensatz zu Supercomputern oder typischen Rechenzentren für Hochleistungsrechnen ist das LCG jedoch nach den Paradigmen des Grid-Computing aufgebaut, also insbesondere dezentral und nicht strikt homogen.

## Teilnehmende Organisationen
Am LCG beteiligen sich weltweit über 140 Organisationen, vorwiegend aus dem universitären beziehungsweise forschenden Bereich.
Folgende Aufzählung, geordnet nach Regionen, Tier-Ebenen und Name der Organisation:
- CERN (Tier-0 / Europa)

### „France“-Region (FrankreichFrankreich)
- Institut national de physique nucléaire et de physique des particules (Tier-1 /  Frankreich, Lyon)
- CGGVeritas (Tier-2 /  Frankreich, Massy (Essonne))
- European Synchrotron Radiation Facility (Tier-2 /  Frankreich, Grenoble)
- Institut de Biologie et Chimie des Protéines (Tier-2 /  Frankreich, Lyon)
- Institut national de physique nucléaire et de physique des particules (Tier-2 /  Frankreich, Lyon)
  - Centre de Physique des Particules de Marseille (Tier-2 /  Frankreich, Marseille)
  - Institut de Physique Nucléaire de Lyon (Tier-2 /  Frankreich, Lyon)
  - Institut de Recherches Subatomiques (Tier-2 /  Frankreich, Straßburg)
  - Laboratoire d'Annecy-le-Vieux de Physique des Particules (Tier-2 /  Frankreich, Annecy-le-Vieux)
  - Laboratoire de l Accélérateur Linéaire (Tier-2 /  Frankreich, Orsay)
  - Laboratoire de Physique Corpusculaire de Clermont-Ferrand (Tier-2 /  Frankreich, Clermont-Ferrand)
  - Laboratoire de Physique Subatomique et de Cosmologie (Tier-2 /  Frankreich, Grenoble)
  - Laboratoire de Physique Subatomique et des Technologies Associees (Tier-2 /  Frankreich, Nantes)
- Institut Pierre-Simon Laplace (Tier-2 /  Frankreich, Paris)
- Universität Blaise Pascal Clermont-Ferrand II (Tier-2 /  Frankreich, Clermont-Ferrand)

### „GermanySwitzerland“-Region (DeutschlandDeutschland,SchweizSchweiz)
- Karlsruher Institut für Technologie (Tier-1 /  Deutschland, Karlsruhe)
- Albert-Ludwigs-Universität Freiburg (Tier-2 /  Deutschland, Freiburg im Breisgau)
- Bergische Universität Wuppertal (Tier-2 /  Deutschland, Wuppertal)
- Deutsches Elektronen-Synchrotron
  - Standort Hamburg (Tier-2 /  Deutschland, Hamburg)
  - Standort Zeuthen (Tier-2 /  Deutschland, Zeuthen)
- Fraunhofer-Gesellschaft
  - Institut für Algorithmen und Wissenschaftliches Rechnen (Tier-2 /  Deutschland, Sankt Augustin)
  - Institut für Techno- und Wirtschaftsmathematik (Tier-2 /  Deutschland, Kaiserslautern)
- Georg-August-Universität Göttingen (Tier-2 /  Deutschland, Göttingen)
- GSI Helmholtzzentrum für Schwerionenforschung (Tier-2 /  Deutschland, Darmstadt)
- Ludwig-Maximilians-Universität München in Zusammenarbeit mit dem Leibniz-Rechenzentrum (Tier-2 /  Deutschland, München)
- Max-Planck-Gesellschaft
  - Institut für Kernphysik (Tier-2 /  Deutschland, Heidelberg)
  - Institut für Physik in Zusammenarbeit mit der  Max Planck Computing and Data Facility (MPCDF) (Tier-2 /  Deutschland, München)
- Rheinisch-Westfälische Technische Hochschule Aachen (Tier-2 /  Deutschland, Aachen)
- Rheinische Friedrich-Wilhelms-Universität Bonn (Tier-2 /  Deutschland, Bonn)
- Technische Universität Dortmund (Tier-2 /  Deutschland, Dortmund)
- Universität Siegen (Tier-3 /  Deutschland, Siegen)
- SWITCH (Tier-2 /  Schweiz, Zürich)
- Swiss National Supercomputing Centre (Tier-2 /  Schweiz, Lugano)

### „UKI“-Region (Vereinigtes KonigreichVereinigtes Königreich,IrlandIrland)
- GridPP
  - Rutherford Appleton Laboratory des Science and Technology Facilities Council (Tier-1 /  Vereinigtes Königreich, Didcot)
  - London Tier2
    - Brunel University (Tier-2 /  Vereinigtes Königreich, London)
    - Imperial College London
      - High Energy Physics Group (Tier-2 /  Vereinigtes Königreich, London)
      - London e-Science Centre (Tier-2 /  Vereinigtes Königreich, London)

    - Queen Mary, University of London (Tier-2 /  Vereinigtes Königreich, London)
    - Royal Holloway, University of London (Tier-2 /  Vereinigtes Königreich, London)
    - University College London
      - High Energy Physics Group (Tier-2 /  Vereinigtes Königreich, London)
      - Research Computing (Tier-2 /  Vereinigtes Königreich, London)

  - NorthGrid
    - Daresbury Laboratory des Science and Technology Facilities Council (Tier-2 /  Vereinigtes Königreich, Daresbury)
    - Lancaster University (Tier-2 /  Vereinigtes Königreich, Lancaster (Lancashire))
    - University of Liverpool (Tier-2 /  Vereinigtes Königreich, Liverpool)
    - University of Manchester (Tier-2 /  Vereinigtes Königreich, Manchester)
    - University of Sheffield (Tier-2 /  Vereinigtes Königreich, Sheffield)

  - ScotGrid
    - University of Durham (Tier-2 /  Vereinigtes Königreich, Durham)
    - University of Edinburgh (Tier-2 /  Vereinigtes Königreich, Edinburgh)
    - University of Glasgow (Tier-2 /  Vereinigtes Königreich, Glasgow)

  - SouthGrid
    - Joint European Torus des European Fusion Development Agreement (Tier-2 /  Vereinigtes Königreich, Culham)
    - Rutherford Appleton Laboratory des Science and Technology Facilities Council (Tier-2 /  Vereinigtes Königreich, Didcot)
    - University of Birmingham (Tier-2 /  Vereinigtes Königreich, Birmingham)
    - University of Bristol (Tier-2 /  Vereinigtes Königreich, Bristol)
    - University of Cambridge (Tier-2 /  Vereinigtes Königreich, Cambridge)
    - University of Oxford (Tier-2 /  Vereinigtes Königreich, Oxford)
    - University of Warwick (Tier-2 /  Vereinigtes Königreich, Coventry)
- Grid-Ireland
  - Dublin Institute for Advanced Studies (Tier-2 /  Irland, Dublin)
  - University of Dublin (Tier-2 /  Irland, Dublin)